# Municipio de Halfmoon
El municipio de Halfmoon (en inglés: Halfmoon Township) es un municipio ubicado en el condado de Centre en el estado estadounidense de Pensilvania. En el año 2000 tenía una población de 2.357 habitantes y una densidad poblacional de 40.2 personas por km².

## Geografía
El municipio de Halfmoon se encuentra ubicado en las coordenadas 40°47′00″N 78°01′59″O / 40.78333, -78.03306.

## Demografía
Según la Oficina del Censo en 2000 los ingresos medios por hogar en la localidad eran de $62,198 y los ingresos medios por familia eran de $67,222. Los hombres tenían unos ingresos medios de $42,236 frente a los $31,597 para las mujeres. La renta per cápita de la localidad era de $23,596. Alrededor del 3,8% de la población estaba por debajo del umbral de pobreza.